# Muralla dacia

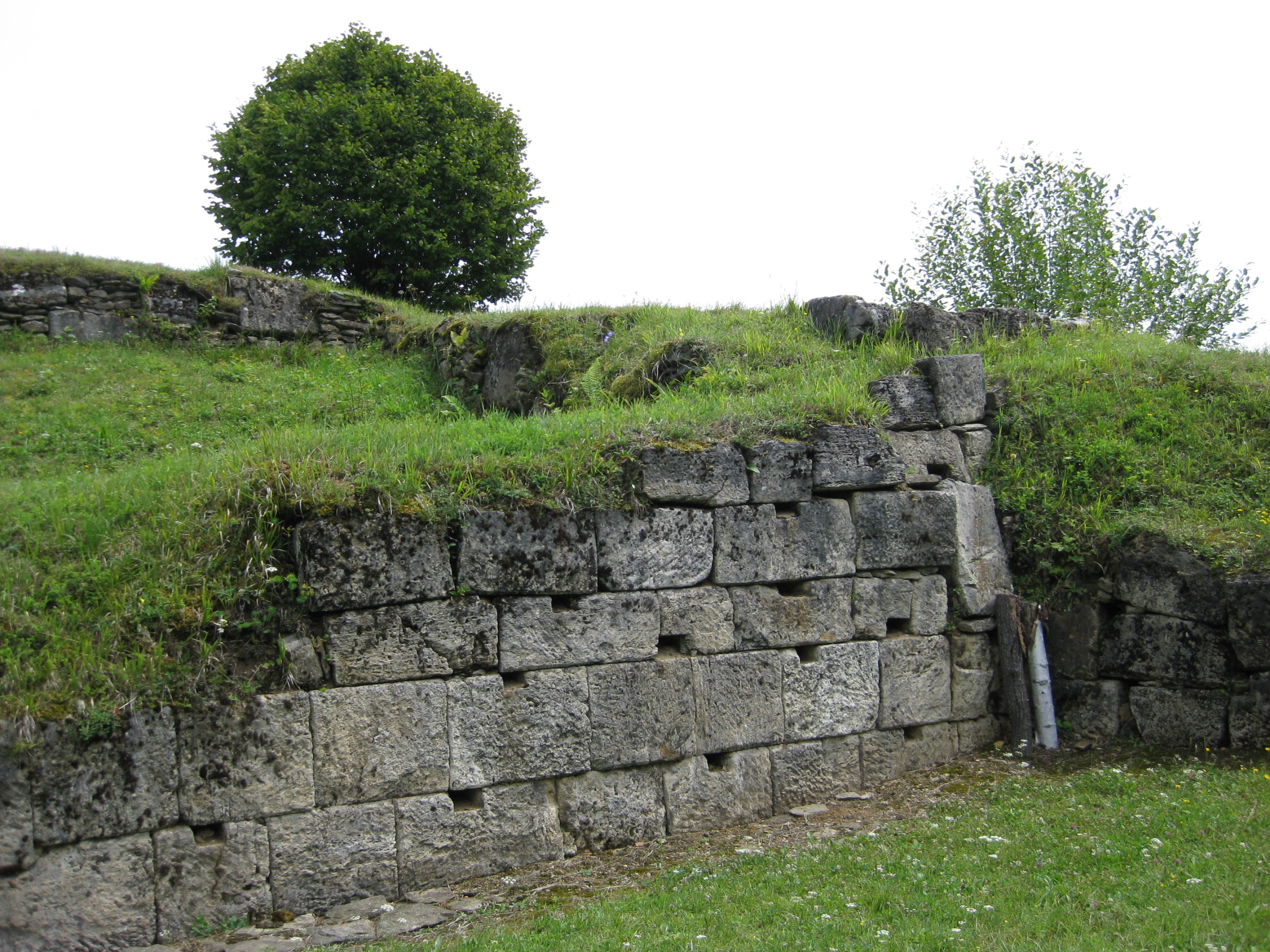
Muralla típica en la antigua dacia antes de la conquista romana

La muralla dacia (en latín, murus dacicus) define un método constructivo usado para los muros defensivos y fortificaciones únicamente en la antigua Dacia antes de la conquista romana. Es una mezcla entre métodos constructivos tradicionales y exclusivos de los dacios y métodos importados de la arquitectura romana. Un típico muro sería de unos tres metros de grueso y diez de alto, con un excepcional acabado para la época. El conjunto de las fortalezas dacias de los montes de Orastia, nombrado Patrimonio de la Humanidad en Europa por la Unesco en 1999, es un ejemplo de ciudadela construida usando este método. Otro muro dacio está representado por la columna de Trajano en Roma.
- Datos: Q2571183